# Вон, Стиви Рэй
Стивен (Стиви) Рэй Вон (англ. Stephen (Stevie) Ray Vaughan, 3 октября 1954, Даллас, Техас, США — 27 августа 1990, Ист-Трой, Висконсин, США) — американский гитарист-виртуоз и певец. Один из самых известных и влиятельных гитаристов в мире. В 2003 году журнал Rolling Stone поместил Стиви Рэя Вона на седьмое место в списке ста величайших гитаристов, а журнал Classic Rock поместил его на третье место в списке «100 самых крутых героев гитары» в 2007 году. Младший брат гитариста Джимми Вона.

## Биография
Стиви родился 3 октября 1954 в Далласе и рос неподалёку от городка Ок-Клифф. Ни один из его родителей не имел ярко выраженного музыкального таланта, но оба были большими ценителями музыки. Они часто брали своих детей, Стиви и его старшего брата Джимми, на концерты, чтобы дети могли лицезреть звёзд того времени — Фэтса Домино, Джимми Рида и Боба Виллса. Даже при том, что Стиви первоначально хотел играть на барабанах, Майкл Куинн дал ему гитару, когда ему было семь лет.
Брат Стиви, Джимми, дал ему его первые уроки гитары. Однажды в одном из интервью журналу Гитарист Стиви сказал: «Мой брат Джимми, по большому счёту, оказал больше всего влияния на мою игру. Вообще-то он и был той причиной, по которой я начал играть; знаете, я просто смотрел на него, когда он играл, и думал, как это круто». Он играл полностью на слух и никогда не знал, как читать ноты. К тому времени, когда ему было тринадцать лет, Стиви уже играл в клубах, где встретил многих своих кумиров. Несколько лет спустя он покинул среднюю школу Сансет в Утесе Дуба в Далласе и переехал в Остин, чтобы сосредоточиться на музыке. Талант Стиви привлёк внимание гитариста Джонни Винтера и владельца блюз-клуба Клиффорда Антоуна.
Первая группа, с которой Стиви сделал запись, называлась «Пол Рэй и Кобры». Они играли в клубах и барах в Остине в середине 1970-х и выпустили один сингл. Стиви позже принял участие в записи двух других синглов с группой «Кобры». Позже Стиви оставил «Кобр», возложив на Дэнни Фримана роль основного гитариста группы, и в конце 1975 года собрал новую группу, которая называлась «Тройная Угроза», состав которой был следующий — басист Джекки Ньюхаус, барабанщик Крис Лэйтон, вокалистка Лу Энн Бартон, а также саксофонист Джонни Рено.
Бартон покинула группу в 1978 году, чтобы плотнее заняться сольной карьерой, её примеру последовал Рено, который в 1979 году также покинул состав. Три оставшихся музыканта начали выступать под названием «Double Trouble», вдохновленные песней Отиса Раша, которая так и называлась (в смысловом переводе английскому выражению «Double Trouble» соответствует русское «Тридцать три несчастья»). Стиви стал основным певцом группы.
Томми Шэннон, басист, принимавший участие в записи ранних альбомов Джонни Винтера, заменил Ньюхауса в 1981 году. Новая звезда Остина, Стиви Рэй Вон скоро привлёк внимание таких музыкантов, как Дэвид Боуи и Джексон Браун. И Браун, и Боуи первый раз увидели Стиви на знаменитом джазовом фестивале в Монтрё.

### Гибель
В воскресенье 26 августа 1990 года Стиви Рэй Вон в составе группы «Double Trouble» участвовал в концерте в рамках программы «In Step Tour» на горном курорте «Alpine Valley Resort» в городке Ист-Трой, штат Висконсин. В концерте, состоявшемся в музыкальном театре «Alpine Valley Music Theatre», также участвовали и другие известные музыканты, в частности Эрик Клэптон и Бадди Гай. После выступления в ночь на понедельник часть участников концерта направилась в Чикаго. Летели они на четырёх вертолётах, взлетавших в условиях сильного тумана друг за другом с двухминутными интервалами. Вертолёт, на котором летел Вон, разбился через несколько десятков секунд после взлёта, столкнувшись со склоном горы. Взрыва и пожара от удара не было, но все летевшие в этом вертолёте погибли мгновенно. Произошло это 27 августа 1990 года в 1 час ночи.
В связи с неприбытием вертолёта в Чикаго прямо с утра 27 августа были организованы поиски. Тела и обломки вертолёта были найдены в 7 утра в 1 км от места взлёта разбросанными на площади не более 20 м² на высоте всего в 15 м ниже вершины холма, с которым столкнулся вертолёт.

## Дискография

### Студийные альбомы
- Texas Flood (1983);
- Couldn’t Stand the Weather (1984);
- Soul to Soul (1985);
- In Step (1989);
- Family Style (1990) (with brother Jimmie Vaughan as The Vaughan Brothers);
- The Sky Is Crying (1991);
- In Session (1999) (recorded with Albert King on December 3, 1983).

### Концертные альбомы
- Live Alive (1986, recorded July 15, 1985 and July 17-19, 1986);
- In the Beginning (1992, recorded April 1, 1980);
- Live at Carnegie Hall (1997, recorded October 4, 1984);
- Live at Montreux 1982 and 1985 (2001, recorded July 17, 1982 and July 15, 1985);
- Live In Tokyo (2006, recorded January 24, 1985).
- Live In Tingley Coliseum in Albuquerque, New Mexico (November 28, 1989).

### Сборники
- Greatest Hits (1995);
- The Real Deal: Greatest Hits Volume 2 (1999);
- Blues at Sunrise (2000);
- SRV (2000) (box set, with early recordings, rarities, hits, and live material);
- The Essential Stevie Ray Vaughan and Double Trouble (2002);
- Martin Scorsese Presents the Blues — Stevie Ray Vaughan (2003);
- The Real Deal: Greatest Hits Volume 1 (2006);
- Solos, Sessions and Encores (2007).